# 쓰리 가드파더
쓰리 가드파더(3 Godfathers)는 미국에서 제작된 존 포드 감독의 1948년 드라마 영화이다. 존 웨인 등이 주연으로 출연하였고 머리안 C. 쿠퍼 등이 제작에 참여하였다.

## 출연

### 주연
- 존 웨인
- 페드로 아멘다리즈

### 조연
- 해리 커리 쥬니어
- 워드 본드
- 매 마쉬
- 밀드레드 너튁
- 제인 다웰
- 가이 키비
- 도로시 포드
- 벤 존슨
- 찰스 할튼
- 행크 워든
- 잭 페닉
- 프레드 리비
- 마이클 듀건
- 돈 섬머스

## 제작진
- 의상: 마이클 마이어스
- 의상: 앤 펙

## 같이 보기
- 크리스마스 영화 목록